# فخرآباد (زیرکوه)
فخراباد روستایی در دهستان زیرکوه بخش مرکزی شهرستان زیرکوه استان خراسان جنوبی ایران است. بر پایه سرشماری عمومی نفوس و مسکن در سال ۱۳۹۰ جمعیت این روستا ۱۹۳ نفر (در ۵۳ خانوار) بوده است.